# Список пусков ракет-носителей «Протон-М» (8К82КМ)
На этой странице перечислены все пуски РН «Протон-М», начиная с первого пуска 07.04.2001. Список пусков РН «Протон-К» находится на странице Список пусков ракет-носителей «Протон-К» (8К82К).
По состоянию на 13 марта 2023 года РН «Протон-М» стартовала 115 раз, из которых 103 были полностью успешными (89,6 %). Серым цветом выделены пуски, произведённые под эгидой ILS.
| Список пусков РН «Протон-М» (8К82КМ (с РБ «Бриз-М») / 8К82М (с блоком ДМ)) | Список пусков РН «Протон-М» (8К82КМ (с РБ «Бриз-М») / 8К82М (с блоком ДМ)) | Список пусков РН «Протон-М» (8К82КМ (с РБ «Бриз-М») / 8К82М (с блоком ДМ)) | Список пусков РН «Протон-М» (8К82КМ (с РБ «Бриз-М») / 8К82М (с блоком ДМ)) | Список пусков РН «Протон-М» (8К82КМ (с РБ «Бриз-М») / 8К82М (с блоком ДМ)) | Список пусков РН «Протон-М» (8К82КМ (с РБ «Бриз-М») / 8К82М (с блоком ДМ)) | Список пусков РН «Протон-М» (8К82КМ (с РБ «Бриз-М») / 8К82М (с блоком ДМ)) | Список пусков РН «Протон-М» (8К82КМ (с РБ «Бриз-М») / 8К82М (с блоком ДМ)) | Список пусков РН «Протон-М» (8К82КМ (с РБ «Бриз-М») / 8К82М (с блоком ДМ)) |
| №                                                                          | Дата (UTC)                                                                 | РБ                                                                         | Полезная нагрузка                                                          | Предназначение                                                             | Платформа                                                                  | Оператор                                                                   | Примечания | Видео                                                                      |
| 2001 год                                                                   | 2001 год                                                                   | 2001 год                                                                   | 2001 год                                                                   | 2001 год                                                                   | 2001 год                                                                   | 2001 год                                                                   | 2001 год | 2001 год                                                                   |
| -------------------------------------------------------------------------- | -------------------------------------------------------------------------- | -------------------------------------------------------------------------- | -------------------------------------------------------------------------- | -------------------------------------------------------------------------- | -------------------------------------------------------------------------- | -------------------------------------------------------------------------- | --- | -------------------------------------------------------------------------- |
| 1                                                                          | 7 апреля 2001                                                              | «Бриз-М» (88503)                                                           | «Экран-М» № 18Л                                                            | Спутник связи                                                              | КАУР-3                                                                     | «Космическая связь»                                                        | Успешно 07.04.2001 в 07.47 мск осуществлён запуск телекоммуникационного спутника «Экран-М» (≈ 2000 кг), предназначенного для обеспечения прямой ретрансляции телепередач каналов Центрального телевидения на территорию Сибири и Дальнего Востока. |                                                                            |
| 2002 год                                                                   |                                                                            |                                                                            |                                                                            |                                                                            |                                                                            |                                                                            | |                                                                            |
| 2                                                                          | 29 декабря 2002                                                            | «Бриз-М» (88504)                                                           | Nimiq 2                                                                    | Спутник связи                                                              | A2100AX                                                                    | Telesat                                                                    | Успешно 30.12.2002 в 02.17 мск осуществлён запуск канадского КА «Нимик-2» (3579 кг), предназначенного для обеспечения радио и цифровым телевизионным вещанием абонентов на всей территории Канады и континентальной части США. |                                                                            |
| 2004 год                                                                   |                                                                            |                                                                            |                                                                            |                                                                            |                                                                            |                                                                            | |                                                                            |
| 3                                                                          | 15 марта 2004                                                              | «Бриз-М» (88507)                                                           | Eutelsat W3A                                                               | Спутник связи                                                              | Eurostar-3000S                                                             | Eutelsat                                                                   | Успешно 16.03.2004 в 02:06 мск осуществлён запуск европейского КА W3A (≈ 4300 кг), предназначенного для обеспечения связи, прямого телевещания и доступа в Интернет на территории Европы, Ближнего Востока, северо-восточной части Африки и Турции. | Пуск                                                                       |
| 4                                                                          | 16 июня 2004                                                               | «Бриз-М» (88509)                                                           | Intelsat 10-02                                                             | Спутник связи                                                              | Eurostar-3000                                                              | Intelsat                                                                   | Успешно 17.06.2004 в 02:27 мск осуществлён запуск КА «Интелсат-10» (5575 кг), предназначенных для цифрового телерадиовещания, телефонии, широкополосного доступа в Интернет. |                                                                            |
| 5                                                                          | 4 августа 2004                                                             | «Бриз-М» (88508)                                                           | Amazonas 1                                                                 | Спутник связи                                                              | Eurostar-3000S                                                             | Hispasat                                                                   | Успешно 05.08.2004 в 02.32 мск осуществлён запуск европейского КА «Амазонас» (4540 кг), предназначенного для оказания услуг цифрового телерадиовещания, телефонии, широкополосного доступа в Интернет. | Пуск                                                                       |
| 6                                                                          | 14 октября 2004                                                            | «Бриз-М» (88510)                                                           | AMC-15                                                                     | Спутник связи                                                              | A2100AXS                                                                   | SES Americom                                                               | Успешно 15.10.2004 в 01.23 мск осуществлён запуск американского КА «AMC-15» (≈ 4500 кг), предназначенный для оказания услуг цифрового телерадиовещания, спутниковой телефонии, широкополосного доступа в Интернет на территории континентальной части Северной и Южной Америки, а также государств Карибского бассейна. | Пуск                                                                       |
| 2005 год                                                                   |                                                                            |                                                                            |                                                                            |                                                                            |                                                                            |                                                                            | |                                                                            |
| 7                                                                          | 3 февраля 2005                                                             | «Бриз-М» (88511)                                                           | AMC-12                                                                     | Спутник связи                                                              | Spacebus-4000C3                                                            | SES Americom                                                               | Успешно 03.02.2005 в 05.27 мск осуществлён запуск американского КА «АМС-12» (4979 кг), предназначенного для предоставления услуг телевизионной и телефонной связи, создания корпоративных сетей и других телекоммуникационных целей абонентов Южной и Северной Америки, стран Карибского бассейна, Европы и Африки. | Пуск                                                                       |
| 8                                                                          | 22 мая 2005                                                                | «Бриз-М» (88512)                                                           | DirecTV-8                                                                  | Спутник связи                                                              | SS/L 1300                                                                  | DirecTV                                                                    | Успешно 22.05.2005 в 07.15 мск осуществлён запуск американского КА «DirecTV 8» (≈ 3800 кг), предназначенного для предоставления качественных услуг цифрового вещания. |                                                                            |
| 9                                                                          | 8 сентября 2005                                                            | «Бриз-М» (88513)                                                           | Anik F1R                                                                   | Спутник связи                                                              | Eurostar-3000S                                                             | Telesat                                                                    | Успешно 09.09.2005 в 01.53 мск осуществлён запуск канадского КА «Anik F1R» (≈ 4500 кг), предназначенного для предоставления услуг связи, телевещания, мобильной телефонии и беспроводного доступа в Интернет. |                                                                            |
| 10                                                                         | 29 декабря 2005                                                            | «Бриз-М» (88514)                                                           | AMC-23                                                                     | Спутник связи                                                              | Spacebus-4000C3                                                            | SES Americom                                                               | Успешно 29.12.2005 в 05.28 мск осуществлён запуск американского КА «АМС-23» (5027 кг), предназначенного для обеспечения услуг связи, беспроводного доступа в Интернет, цифрового видеовещания среди абонентов Тихоокеанского региона и западной части Северной Америки. |                                                                            |
| 2006 год                                                                   |                                                                            |                                                                            |                                                                            |                                                                            |                                                                            |                                                                            | |                                                                            |
| 11                                                                         | 28 февраля 2006                                                            | «Бриз-М» (88515)                                                           | Arabsat-4A                                                                 | Спутник связи                                                              | Eurostar-2000+                                                             | Arabsat                                                                    | Частичный успех. Авария РБ «Бриз-М». 28.02.2006 в 23.10 мск осуществлён запуск арабского КА «Арабсат-4А» (3341 кг). При втором включении двигательной установки РБ вместо положенных по программе 1851 секунд отработал только 1613 секунд. КА оказался на нерасчётной орбите с высотой в апогее 14,5 тыс. км и в перигее около 500 км. |                                                                            |
| 12                                                                         | 4 августа 2006                                                             | «Бриз-М» (88516)                                                           | Hot Bird 8                                                                 | Спутник связи                                                              | Eurostar-3000                                                              | Eutelsat                                                                   | Успешно 05.08.2006 в 01.48 мск осуществлён запуск европейского КА «Hot Bird 8» (4875 кг), предназначенного для обеспечения услуг связи, Интернет и цифрового видеовещания для европейского региона и северной части Африки. | Пуск                                                                       |
| 13                                                                         | 8 ноября 2006                                                              | «Бриз-М» (88517)                                                           | Arabsat-4B                                                                 | Спутник связи                                                              | Eurostar-2000+                                                             | Arabsat                                                                    | Успешно 08.11.2006 в 23.01 мск осуществлён запуск арабского КА «Арабсат-4Б» (3300 кг), предназначенного для предоставления услуг заказчикам в области цифрового спутникового телевещания и телефонной связи в странах Ближнего Востока, Европы и Азии. | Пуск                                                                       |
| 14                                                                         | 11 декабря 2006                                                            | «Бриз-М» (88518)                                                           | MEASAT-3                                                                   | Спутник связи                                                              | BSS-601HP                                                                  | MEASAT Satellite Systems                                                   | Успешно 12.12.2006 в 02.28 мск осуществлён запуск малайзийского КА «Measat-3» (4765 кг). |                                                                            |
| 2007 год                                                                   |                                                                            |                                                                            |                                                                            |                                                                            |                                                                            |                                                                            | |                                                                            |
| 15                                                                         | 10 апреля 2007                                                             | «Бриз-М» (88521)                                                           | Anik F3                                                                    | Спутник связи                                                              | Eurostar-3000S                                                             | Telesat                                                                    | Успешно 10.04.2007 в 12.05 мск осуществлён запуск канадского КА «Anik F3» (≈ 4600 кг), предназначенного для обеспечения полного спектра услуг спутниковой связи, телефонии, беспроводного доступа в интернет и телевещания на территории Северной Америки. | Пуск                                                                       |
| 16                                                                         | 7 июля 2007                                                                | «Бриз-М» (88520)                                                           | DirecTV-10                                                                 | Спутник связи                                                              | BSS-702                                                                    | DirecTV                                                                    | Успешно 07.07.2007 в 05.16 мск осуществлён запуск американского КА «DirecTV 10» (5893 кг), предназначенного для трансляции цифрового телевещания высокой чёткости через кабельные и общенациональные сети на материковой части США, на Аляске и Гавайских островах. | Пуск                                                                       |
| 17                                                                         | 5 сентября 2007                                                            | «Бриз-М» (88522)                                                           | JCSat-11                                                                   | Спутник связи                                                              | A2100AXS                                                                   | JSAT Corporation                                                           | Неудача 06.09.2007 в 02.43 мск осуществлён запуск японского КА «JCSat-11» (4007 кг). На 129-й секунде полёта произошла авария из-за непрохождения команд до пироболтов разделения первой и второй ступеней. Причиной явилось повреждение кабеля на межступенной ферме, обусловленное некачественным изолирующим слоем, не обеспечивавшим защиту цепей срабатывания пироболтов от комплексного воздействия выхлопных струй запустившихся двигателей второй ступени.. Обломки КА и ракеты упали на территории Казахстана, рассыпавшись в зоне площадью 50 × 18 км. На месте падения было выявлено локальное загрязнение почвы компонентами ракетного топлива и их производными.                          | Пуск                                                                       |
| 18                                                                         | 17 ноября 2007                                                             | «Бриз-М» (88523)                                                           | Sirius 4                                                                   | Спутник связи                                                              | A2100AXS                                                                   | SES Sirius                                                                 | Успешно 18.11.2007 в 01.40 мск осуществлён запуск европейского КА «Сириус 4» (≈ 4600 кг), предназначенного для обеспечения широкого спектра услуг связи на территории Европы и Северной Африки. | Пуск                                                                       |
| 19                                                                         | 9 декабря 2007                                                             | «Бриз-М» (88526)                                                           | «Радуга-1М» № 1 («Глобус-1М» № 11Л)                                        | Военный спутник связи                                                      | КАУР-4                                                                     | ВС России                                                                  | Успешно 09.12.2007 в 03.16 мск осуществлён запуск КА в интересах Минобороны России (≈ 2300 кг). |                                                                            |
| 20                                                                         | 25 декабря 2007                                                            | ДМ-2 (53528)                                                               | «Космос-2434» («Ураган-М» № 12)                                            | Навигационные спутники                                                     | «Ураган-М»                                                                 | НИС ГЛОНАСС                                                                | Успешно 25.12.2007 в 22.32 мск осуществлён запуск блока КА «Глонасс-М» № 721, 722, 723 (3×1415 кг). | Пуск                                                                       |
| 20                                                                         | 25 декабря 2007                                                            | ДМ-2 (53528)                                                               | «Космос-2435» («Ураган-М» № 13)                                            | Навигационные спутники                                                     | «Ураган-М»                                                                 | НИС ГЛОНАСС                                                                | Успешно 25.12.2007 в 22.32 мск осуществлён запуск блока КА «Глонасс-М» № 721, 722, 723 (3×1415 кг). | Пуск                                                                       |
| 20                                                                         | 25 декабря 2007                                                            | ДМ-2 (53528)                                                               | «Космос-2436» («Ураган-М» № 14)                                            | Навигационные спутники                                                     | «Ураган-М»                                                                 | НИС ГЛОНАСС                                                                | Успешно 25.12.2007 в 22.32 мск осуществлён запуск блока КА «Глонасс-М» № 721, 722, 723 (3×1415 кг). | Пуск                                                                       |
| 2008 год                                                                   |                                                                            |                                                                            |                                                                            |                                                                            |                                                                            |                                                                            | |                                                                            |
| 21                                                                         | 28 января 2008                                                             | «Бриз-М» (88527)                                                           | «Экспресс-АМ33»                                                            | Спутник связи                                                              | КАУР-4                                                                     | «Космическая связь»                                                        | Успешно 28.01.2008 в 03.18 мск осуществлён запуск российского КА «Экспресс-АМ33» (≈ 2600 кг), предназначенного для обеспечения связи, телерадиовещания, услуг мультимедиа и передачи данных, обеспечения подвижной правительственной и президентской связи. | Пуск                                                                       |
| 22                                                                         | 11 февраля 2008                                                            | «Бриз-М» (88524)                                                           | Thor 5                                                                     | Спутник связи                                                              | Star-2 Bus                                                                 | Telenor                                                                    | Успешно 11.02.2008 в 14.34 мск осуществлён запуск норвежского КА «Тор-5» (2024 кг), предназначенного для замены спутника «Тор-2» в точке стояния 1° з. д., предоставления услуг DTH на территории Скандинавии, а также Центральной и Восточной Европы. | Пуск                                                                       |
| 23                                                                         | 14 марта 2008                                                              | «Бриз-М» (88525)                                                           | AMC-14                                                                     | Спутник связи                                                              | A2100AXS                                                                   | SES Americom                                                               | Частичный успех. Авария РБ «Бриз-М». 15.03.2008 в 02.19 мск осуществлён запуск американского КА «АМС-14» (4209 кг). Двигатель разгонного блока при втором включении работал 1933 секунды вместо расчётных 2066 секунд. Спутник оказался на нерасчётной орбите и был признан утраченным. | Пуск                                                                       |
| 24                                                                         | 18 августа 2008                                                            | «Бриз-М» (99502)                                                           | Inmarsat-4 F3                                                              | Спутник связи                                                              | Eurostar-3000GM                                                            | Inmarsat                                                                   | Успешно 19.08.2008 в 02.43 мск осуществлён запуск британского КА «Инмарсат-4Ф3» (5976 кг), предназначенного для предоставления всех видов мобильной связи пользователям на территории Северной и Южной Америки. | Вывоз Пуск                                                                 |
| 25                                                                         | 19 сентября 2008                                                           | «Бриз-М» (88528)                                                           | Nimiq 4                                                                    | Спутник связи                                                              | Eurostar-3000S                                                             | Telesat                                                                    | Успешно 20.09.2008 в 01.48 мск осуществлён запуск канадского КА «Нимик-4» (4850 кг), предназначенного для улучшения телевизионного вещания на территории Канады. | Вывоз Пуск                                                                 |
| 26                                                                         | 25 сентября 2008                                                           | ДМ-2                                                                       | «Космос-2442» («Ураган-М» № 15)                                            | Навигационные спутники                                                     |                                                                            |                                                                            | Успешно. Запуск блока КА «Глонасс-М» | МИК Пуск                                                                   |
| 26                                                                         | 25 сентября 2008                                                           | ДМ-2                                                                       | «Космос-2443» («Ураган-М» № 16)                                            | Навигационные спутники                                                     |                                                                            |                                                                            | Успешно. Запуск блока КА «Глонасс-М» | МИК Пуск                                                                   |
| 26                                                                         | 25 сентября 2008                                                           | ДМ-2                                                                       | «Космос-2444» («Ураган-М» № 17)                                            | Навигационные спутники                                                     |                                                                            |                                                                            | Успешно. Запуск блока КА «Глонасс-М» | МИК Пуск                                                                   |
| 27                                                                         | 5 ноября 2008                                                              | «Бриз-М» (88531)                                                           | Astra 1M                                                                   |                                                                            |                                                                            |                                                                            | Успешно | Вывоз Пуск                                                                 |
| 28                                                                         | 10 декабря 2008                                                            | «Бриз-М» (99503)                                                           | Ciel 2                                                                     |                                                                            |                                                                            |                                                                            | Успешно | Пуск                                                                       |
| 29                                                                         | 25 декабря 2008                                                            | ДМ-2                                                                       | «Космос-2447» («Ураган-М» № 18)                                            | Навигационные спутники                                                     |                                                                            |                                                                            | Успешно. Запуск блока КА «Глонасс-М» | МИК Вывоз Пуск                                                             |
| 29                                                                         | 25 декабря 2008                                                            | ДМ-2                                                                       | «Космос-2448» («Ураган-М» № 19)                                            | Навигационные спутники                                                     |                                                                            |                                                                            | Успешно. Запуск блока КА «Глонасс-М» | МИК Вывоз Пуск                                                             |
| 29                                                                         | 25 декабря 2008                                                            | ДМ-2                                                                       | «Космос-2449» («Ураган-М» № 20)                                            | Навигационные спутники                                                     |                                                                            |                                                                            | Успешно. Запуск блока КА «Глонасс-М» | МИК Вывоз Пуск                                                             |
| 2009 год                                                                   |                                                                            |                                                                            |                                                                            |                                                                            |                                                                            |                                                                            | |                                                                            |
| 30                                                                         | 11 февраля 2009                                                            | «Бриз-М» (99501)                                                           | «Экспресс-АМ44»                                                            |                                                                            |                                                                            |                                                                            | Успешно. Собственный рекорд — вывод 3700 кг ПН на ГСО | КА Пуск                                                                    |
| 30                                                                         | 11 февраля 2009                                                            | «Бриз-М» (99501)                                                           | «Экспресс-МД1»                                                             |                                                                            |                                                                            |                                                                            | Успешно. Собственный рекорд — вывод 3700 кг ПН на ГСО | КА Пуск                                                                    |
| 31                                                                         | 3 апреля 2009                                                              | «Бриз-М» (99504)                                                           | Eutelsat W2A                                                               |                                                                            |                                                                            |                                                                            | Успешно | Вывоз Пуск                                                                 |
| 32                                                                         | 16 мая 2009                                                                | «Бриз-М» (99505)                                                           | Indostar 2 (ProtoStar 2)                                                   |                                                                            |                                                                            |                                                                            | Успешно | Анимация МИК Вывоз Подготовка Пуск                                         |
| 33                                                                         | 30 июня 2009                                                               | «Бриз-М» (99506)                                                           | Sirius FM5                                                                 |                                                                            |                                                                            |                                                                            | Успешно | Анимация Вывоз О КА Пуск                                                   |
| 34                                                                         | 11 августа 2009                                                            | «Бриз-М» (99507)                                                           | AsiaSat-5                                                                  |                                                                            |                                                                            |                                                                            | Успешно | Анимация МИК Вывоз Пуск                                                    |
| 35                                                                         | 17 сентября 2009                                                           | «Бриз-М» (99508)                                                           | Nimiq 5                                                                    |                                                                            |                                                                            |                                                                            | Успешно | Анимация Вывоз Пуск                                                        |
| 36                                                                         | 24 ноября 2009                                                             | «Бриз-М» (99509)                                                           | Eutelsat W7                                                                |                                                                            |                                                                            |                                                                            | Успешно | Анимация МИК Вывоз Пуск                                                    |
| 37                                                                         | 14 декабря 2009                                                            | ДМ-2                                                                       | «Космос-2456» («Ураган-М» № 21)                                            | Навигационные спутники                                                     |                                                                            |                                                                            | Успешно. Запуск блока КА «Глонасс-М» | МИК Пуск                                                                   |
| 37                                                                         | 14 декабря 2009                                                            | ДМ-2                                                                       | «Космос-2457» («Ураган-М» № 22)                                            | Навигационные спутники                                                     |                                                                            |                                                                            | Успешно. Запуск блока КА «Глонасс-М» | МИК Пуск                                                                   |
| 37                                                                         | 14 декабря 2009                                                            | ДМ-2                                                                       | «Космос-2458» («Ураган-М» № 23)                                            | Навигационные спутники                                                     |                                                                            |                                                                            | Успешно. Запуск блока КА «Глонасс-М» | МИК Пуск                                                                   |
| 38                                                                         | 29 декабря 2009                                                            | «Бриз-М» (99510)                                                           | DirecTV-12                                                                 |                                                                            |                                                                            |                                                                            | Успешно | МИК Вывоз Пуск                                                             |
| 2010 год                                                                   |                                                                            |                                                                            |                                                                            |                                                                            |                                                                            |                                                                            | |                                                                            |
| 39                                                                         | 28 января 2010                                                             | «Бриз-М» (88527)                                                           | «Радуга-1М» № 2 («Глобус-1М» № 12Л)                                        |                                                                            |                                                                            |                                                                            | Успешно. Запуск в интересах Минобороны России | Анимация МИК Вывоз Пуск                                                    |
| 40                                                                         | 12 февраля 2010                                                            | «Бриз-М» (99511)                                                           | Intelsat 16                                                                |                                                                            |                                                                            |                                                                            | Успешно | Вывоз Пуск                                                                 |
| 41                                                                         | 2 марта 2010                                                               | ДМ-2                                                                       | «Космос-2459» («Ураган-М» № 24)                                            | Навигационные спутники                                                     |                                                                            |                                                                            | Успешно. Запуск блока КА «Глонасс-М» | МИК Вывоз Пуск                                                             |
| 41                                                                         | 2 марта 2010                                                               | ДМ-2                                                                       | «Космос-2460» («Ураган-М» № 25)                                            | Навигационные спутники                                                     |                                                                            |                                                                            | Успешно. Запуск блока КА «Глонасс-М» | МИК Вывоз Пуск                                                             |
| 41                                                                         | 2 марта 2010                                                               | ДМ-2                                                                       | «Космос-2461» («Ураган-М» № 26)                                            | Навигационные спутники                                                     |                                                                            |                                                                            | Успешно. Запуск блока КА «Глонасс-М» | МИК Вывоз Пуск                                                             |
| 42                                                                         | 20 марта 2010                                                              | «Бриз-М» (99514)                                                           | EchoStar 14                                                                |                                                                            |                                                                            |                                                                            | Успешно | МИК Вывоз Пуск                                                             |
| 43                                                                         | 24 апреля 2010                                                             | «Бриз-М» (99512)                                                           | AMC-4R (SES-1)                                                             |                                                                            |                                                                            |                                                                            | Успешно | Вывоз Пуск                                                                 |
| 44                                                                         | 4 июня 2010                                                                | «Бриз-М» (99513)                                                           | Arabsat-5B (BADR-5)                                                        |                                                                            |                                                                            |                                                                            | Успешно | МИК Вывоз Пуск                                                             |
| 45                                                                         | 10 июля 2010                                                               | «Бриз-М» (99515)                                                           | EchoStar 15                                                                |                                                                            |                                                                            |                                                                            | Успешно | Вывоз Пуск                                                                 |
| 46                                                                         | 2 сентября 2010                                                            | ДМ-2                                                                       | «Космос-2464» («Ураган-М» № 27)                                            | Навигационные спутники                                                     |                                                                            |                                                                            | Успешно. Запуск блока КА «Глонасс-М» | МИК Вывоз Пуск                                                             |
| 46                                                                         | 2 сентября 2010                                                            | ДМ-2                                                                       | «Космос-2465» («Ураган-М» № 28)                                            | Навигационные спутники                                                     |                                                                            |                                                                            | Успешно. Запуск блока КА «Глонасс-М» | МИК Вывоз Пуск                                                             |
| 46                                                                         | 2 сентября 2010                                                            | ДМ-2                                                                       | «Космос-2466» («Ураган-М» № 29)                                            | Навигационные спутники                                                     |                                                                            |                                                                            | Успешно. Запуск блока КА «Глонасс-М» | МИК Вывоз Пуск                                                             |
| 47                                                                         | 14 октября 2010                                                            | «Бриз-М» (99517)                                                           | Sirius XM-5                                                                |                                                                            |                                                                            |                                                                            | Успешно | Прилёт Вывоз Пуск                                                          |
| 48                                                                         | 14 ноября 2010                                                             | «Бриз-М» (99516)                                                           | MSV-1 (SkyTerra 1)                                                         |                                                                            |                                                                            |                                                                            | Успешно | МИК Вывоз Пуск                                                             |
| 49                                                                         | 5 декабря 2010                                                             | ДМ-03                                                                      | «Космос-2467» («Ураган-М» № 30)                                            | Навигационные спутники                                                     |                                                                            | НИС ГЛОНАСС                                                                | Неудача. РН «Протон-М» вывела РБ с тремя КА «Глонасс-М» на нерасчётную (незамкнутую) орбиту, вследствие чего они упали в акваторию Тихого океана. При этом все системы РКН отработали в соответствии с заложенной программой. Причиной нештатного полёта явилось превышение массы разгонного блока ДМ-03 вследствие конструкторской ошибки в формуле расчёта дозы заправки жидкого кислорода в инструкции по эксплуатации системы контроля заправки (было залито чрезмерное количество топлива). | О КА МИК Вывоз Пуск                                                        |
| 49                                                                         | 5 декабря 2010                                                             | ДМ-03                                                                      | «Космос-2468» («Ураган-М» № 31)                                            | Навигационные спутники                                                     |                                                                            | НИС ГЛОНАСС                                                                | Неудача. РН «Протон-М» вывела РБ с тремя КА «Глонасс-М» на нерасчётную (незамкнутую) орбиту, вследствие чего они упали в акваторию Тихого океана. При этом все системы РКН отработали в соответствии с заложенной программой. Причиной нештатного полёта явилось превышение массы разгонного блока ДМ-03 вследствие конструкторской ошибки в формуле расчёта дозы заправки жидкого кислорода в инструкции по эксплуатации системы контроля заправки (было залито чрезмерное количество топлива). | О КА МИК Вывоз Пуск                                                        |
| 49                                                                         | 5 декабря 2010                                                             | ДМ-03                                                                      | «Космос-2469» («Ураган-М» № 32)                                            | Навигационные спутники                                                     |                                                                            | НИС ГЛОНАСС                                                                | Неудача. РН «Протон-М» вывела РБ с тремя КА «Глонасс-М» на нерасчётную (незамкнутую) орбиту, вследствие чего они упали в акваторию Тихого океана. При этом все системы РКН отработали в соответствии с заложенной программой. Причиной нештатного полёта явилось превышение массы разгонного блока ДМ-03 вследствие конструкторской ошибки в формуле расчёта дозы заправки жидкого кислорода в инструкции по эксплуатации системы контроля заправки (было залито чрезмерное количество топлива). | О КА МИК Вывоз Пуск                                                        |
| 50                                                                         | 27 декабря 2010                                                            | «Бриз-М» (99518)                                                           | Ka-Sat                                                                     |                                                                            |                                                                            |                                                                            | Успешно | Вывоз Пуск                                                                 |
| 2011 год                                                                   |                                                                            |                                                                            |                                                                            |                                                                            |                                                                            |                                                                            | |                                                                            |
| 51                                                                         | 20 мая 2011                                                                | «Бриз-М»                                                                   | Telstar 14R                                                                |                                                                            |                                                                            |                                                                            | Успешно | Вывоз Пуск                                                                 |
| 52                                                                         | 16 июля 2011                                                               | «Бриз-М» (99519)                                                           | SES 3 (AMC 1R), KazSat-2                                                   |                                                                            |                                                                            |                                                                            | Успешно. SES-3 по контракту с ILS. | Вывоз Пуск                                                                 |
| 53                                                                         | 18 августа 2011                                                            | «Бриз-М»                                                                   | «Экспресс-АМ4»                                                             | Спутник связи                                                              | Eurostar-3000                                                              | ГПКС                                                                       | Частичный успех. Авария РБ «Бриз-М». Старт и полёт РН «Протон-М» прошли в соответствии с запланированной программой. В ходе полёта орбитального блока в составе разгонного блока и космического аппарата произошёл сбой в системе управления РБ «Бриз-М», в результате чего КА «Экспресс-АМ4» был выведен на нерасчётную орбиту (i = 51,23°, апогей — 20294 км, перигей — 995 км, период обращения — 368,39 мин). По выводам созданной комиссии, в ходе формирования циклограммы работы РБ «Бриз-М» был необоснованно «заужен» временной интервал подворота гиростабилизированной платформы. Это привело к неправильной ориентации РБ «Бриз-М» и, как следствие, к выведению КА на нерасчётную орбиту. | Вывоз Пуск                                                                 |
| 54                                                                         | 21 сентября 2011                                                           | «Бриз-М»                                                                   | «Гарпун» № 1                                                               |                                                                            |                                                                            |                                                                            | Успешно. Запуск в интересах Минобороны России. | Вывоз Пуск                                                                 |
| 55                                                                         | 29 сентября 2011                                                           | «Бриз-М»                                                                   | QuetzSat-1                                                                 | Спутник связи                                                              | SS/L 1300                                                                  | SES Americom                                                               | Успешно. По контракту с ILS. | Вывоз Пуск                                                                 |
| 56                                                                         | 19 октября 2011                                                            | «Бриз-М»                                                                   | ViaSat-1                                                                   | Спутник связи                                                              | SS/L 1300                                                                  | ViaSat                                                                     | Успешно. Спутник рекордной массы 6740 кг. По контракту с ILS. | Вывоз Пуск                                                                 |
| 57                                                                         | 4 ноября 2011                                                              | «Бриз-М»                                                                   | «Космос-2475» («Ураган-М» № 34)                                            | Навигационные спутники                                                     |                                                                            |                                                                            | Успешно. Запуск блока КА «Глонасс-М» | Вывоз Пуск                                                                 |
| 57                                                                         | 4 ноября 2011                                                              | «Бриз-М»                                                                   | «Космос-2476» («Ураган-М» № 35)                                            | Навигационные спутники                                                     |                                                                            |                                                                            | Успешно. Запуск блока КА «Глонасс-М» | Вывоз Пуск                                                                 |
| 57                                                                         | 4 ноября 2011                                                              | «Бриз-М»                                                                   | «Космос-2477» («Ураган-М» № 36)                                            | Навигационные спутники                                                     |                                                                            |                                                                            | Успешно. Запуск блока КА «Глонасс-М» | Вывоз Пуск                                                                 |
| 58                                                                         | 25 ноября 2011                                                             | «Бриз-М»                                                                   | AsiaSat-7                                                                  | Спутник связи                                                              | SS/L 1300                                                                  | AsiaSat                                                                    | Успешно, 23:10:00 мск. КА предназначен для службы FSS, телевидения, телефонии и сетей VSAT в Азиатско-Тихоокеанском регионе. По контракту с ILS. | Вывоз Пуск                                                                 |
| 59                                                                         | 11 декабря 2011                                                            | «Бриз-М»                                                                   | AMOS-5                                                                     | Спутник связи                                                              | «Экспресс-1000Н»                                                           | Spacecome                                                                  | Успешно Оба аппарата были запущены вместе в одном кластерном пуске. | Луч Вывоз Пуск                                                             |
| 59                                                                         | 11 декабря 2011                                                            | «Бриз-М»                                                                   | «Луч-5А»                                                                   | Спутник МКСР                                                               | «Экспресс-1000К»                                                           | Роскосмос                                                                  | Успешно Оба аппарата были запущены вместе в одном кластерном пуске. | Луч Вывоз Пуск                                                             |
| 2012 год                                                                   |                                                                            |                                                                            |                                                                            |                                                                            |                                                                            |                                                                            | |                                                                            |
| 60                                                                         | 14 февраля 2012                                                            | «Бриз-М» (99526)                                                           | SES 4 (NSS14)                                                              | Спутник связи                                                              | SS/L 1300                                                                  | SES World Skies                                                            | Успешно, 22:36:37 мск. КА предназначен для фиксированной спутниковой службы с зоной покрытия в Южной и Северной Америке, Европе, Африке и на Ближнем Востоке. «ЭнЭсЭс-14» заменит на орбите спутник «NSS-7» в орбитальной позиции 338° в. д. и станет самым большим и самым мощным спутником флота SES. | 1-й вывоз 2-й вывоз 3-й вывоз Пуск                                         |
| 61                                                                         | 25 марта 2012                                                              | «Бриз-М» (99537)                                                           | Intelsat 22                                                                | Спутник связи                                                              | Boeing 702MP                                                               | Intelsat                                                                   | Успешно. По контракту с ILS. КА предназначен для работы в орбитальной позиции 72° в. д. с государственными и коммерческими клиентами в C- и Ku-диапазонах в Европе, Африке, на Ближнем Востоке и в Юго-Восточной Азии. Кроме того, спутник несёт полезную нагрузку UHF диапазона, специально разработанную для Сил обороны Австралии. | МИК Вывоз Пуск Пуск (HD)                                                   |
| 62                                                                         | 24 апреля 2012                                                             | «Бриз-М» (99529)                                                           | Yahsat 1B                                                                  | Спутник связи двойного назначения                                          | Eurostar-3000                                                              | Аль-Ях «Космическая связь» (Yahsat)                                        | Успешно. По контракту с ILS КА будет обслуживать как государственных, так и коммерческих пользователей на Ближнем Востоке, в Африке, Европе и Юго-Западной Азии и будет служить для различных приложений спутниковой связи, таких как телевидение высокой чёткости или услуги широкополосного доступа. | Вывоз Пуск                                                                 |
| 63                                                                         | 17 мая 2012                                                                | «Бриз-М»                                                                   | Nimiq 6                                                                    | Спутник связи                                                              | SS/L 1300                                                                  | Telesat                                                                    | Успешно. По контракту с ILS. Спутник предназначается для оператора непосредственного телевидения Bell TV. КА несёт 32 транспондера Ku-диапазона для передачи телевидения высокой чёткости на территорию Канады из орбитальной позиции 91° з. д. | Вывоз Пуск                                                                 |
| 64                                                                         | 9 июля 2012                                                                | «Бриз-М»                                                                   | SES-5 (Astra 4B)                                                           | Спутник связи                                                              | SS/L 1300                                                                  | SES                                                                        | Успешно. По контракту с ILS. КА «Сириус-5» будет работать в различных диапазонах c зоной покрытия в Африке, Скандинавии, странах Прибалтики, Южной Европе и на Ближнем Востоке. Он предназначены для таких служб, как транспортная сеть связи GSM, VSAT, морская связь и передача видеоинформации. Кроме того, на спутнике будут установлены транспондеры системы EGNOS. | 1-й вывоз 2-й вывоз Пуск                                                   |
| 65                                                                         | 6 августа 2012                                                             | «Бриз-М»                                                                   | Telkom 3                                                                   | Спутники связи                                                             | «Экспресс-1000Н»                                                           | Telkom                                                                     | Частичный успех. Авария РБ «Бриз-М». Спутники оставлены на неправильной орбите и не могут быть использованы по назначению. КА «Телком-3» нёс 32 транспондера C- и 10 Ku- диапазонов. Масса спутника составляла 1600 кг, мощность — 5,6 кВт, САС — 15 лет. КА «Экспресс-МД2» предназначался для предоставления услуг цифрового телерадиовещания, телефонии, передачи данных, мультимедиа, подвижной связи и сетей VSAT в диапазонах C- и L- на территории России и Азии. | Телком МИК Пуск                                                            |
| 65                                                                         | 6 августа 2012                                                             | «Бриз-М»                                                                   | «Экспресс-МД2»                                                             | Спутники связи                                                             | «Яхта»                                                                     | ГПКС                                                                       | Частичный успех. Авария РБ «Бриз-М». Спутники оставлены на неправильной орбите и не могут быть использованы по назначению. КА «Телком-3» нёс 32 транспондера C- и 10 Ku- диапазонов. Масса спутника составляла 1600 кг, мощность — 5,6 кВт, САС — 15 лет. КА «Экспресс-МД2» предназначался для предоставления услуг цифрового телерадиовещания, телефонии, передачи данных, мультимедиа, подвижной связи и сетей VSAT в диапазонах C- и L- на территории России и Азии. | Телком МИК Пуск                                                            |
| 66                                                                         | 14 октября 2012                                                            | «Бриз-М»                                                                   | Intelsat 23                                                                | Спутник связи                                                              | Star-2 Bus 2.4                                                             | Intelsat                                                                   | Успешно. Спутник несёт 15 активных транспондеров Ku- и 24 C-диапазона. Предназначен для услуг связи для стран Америки, Карибского бассейна, Западной Европы, Африки, а также некоторых островов Тихого и Атлантического океанов. Точка стояния — 307° в. д.. | Вывоз Пуск                                                                 |
| 67                                                                         | 3 ноября 2012                                                              | «Бриз-М»                                                                   | «Луч-5Б»                                                                   | Спутник МКСР                                                               | «Экспресс-1000К»                                                           | Роскосмос                                                                  | Успешно. «Луч-5Б» будет принимать целевую или телеметрическую информацию с низколетящих КА, находящихся вне зоны видимости с территории России, и ретранслировать её в режиме реального времени на российские земные станции. «Ямал-300К» будет установлен в точку стояния 90° в. д., где он будет обеспечивать обслуживание территории России и стран СНГ в диапазонах частот С- и Ku- всеми видами современных услуг связи. | Ямал Вывоз Пуск                                                            |
| 67                                                                         | 3 ноября 2012                                                              | «Бриз-М»                                                                   | «Ямал-300К»                                                                | Спутник связи                                                              | «Экспресс-1000Н»                                                           | Газпром космические системы                                                | Успешно. «Луч-5Б» будет принимать целевую или телеметрическую информацию с низколетящих КА, находящихся вне зоны видимости с территории России, и ретранслировать её в режиме реального времени на российские земные станции. «Ямал-300К» будет установлен в точку стояния 90° в. д., где он будет обеспечивать обслуживание территории России и стран СНГ в диапазонах частот С- и Ku- всеми видами современных услуг связи. | Ямал Вывоз Пуск                                                            |
| 68                                                                         | 20 ноября 2012                                                             | «Бриз-М»                                                                   | EchoStar 16                                                                | Спутник связи                                                              | SS/L 1300                                                                  | EchoStar                                                                   | Успешно «ЭкоСтар-16» будет предоставлять расширенный спектр услуг DTH, включая телевидение высокой чёткости через систему DISH Network для более чем 14 млн абонентов в США из орбитальной позиции 61,5° з. д. По контракту с ILS. | Вывоз Пуск                                                                 |
| 69                                                                         | 8 декабря 2012                                                             | «Бриз-М»                                                                   | «Ямал-402»                                                                 | Спутник связи                                                              | Spacebus-4000C3                                                            | Газком                                                                     | Частичный успех В ходе выведения космического аппарата на целевую орбиту процедура отстыковки от разгонного блока «Бриз-М» произошла на 4 минуты раньше расчётного времени.. Спутник достиг рабочей орбиты, используя свои собственные двигатели. КА «Ямал-402» призван расширить существующую группировку телекоммуникационных спутников «Ямал». Из точки стояния 55° в. д. он обслуживает территории России, стран СНГ, а также Западной и Центральной Европы, Ближнего Востока и Африки в Ku-диапазоне частот всеми видами современных услуг связи. | Вывоз Пуск                                                                 |
| 2013 год                                                                   |                                                                            |                                                                            |                                                                            |                                                                            |                                                                            |                                                                            | |                                                                            |
| 70                                                                         | 26 марта 2013                                                              | «Бриз-М»                                                                   | SatMex-8                                                                   | Спутник связи                                                              | SS/L 1300                                                                  | Satmex                                                                     | Успешно. «СатМекс-8» предназначен для исполнения роли коммуникационного спутника связи для передачи разного рода данных на территории Центральной, Северной и Южной Америк. Он заменит спутник SatMex-5, срок службы которого заканчивается. | Вывоз Пуск                                                                 |
| 71                                                                         | 15 апреля 2013                                                             | «Бриз-М»                                                                   | Anik G1                                                                    | Спутник связи двойного назначения                                          | SS/L 1300                                                                  | Telesat                                                                    | Успешно. Спутник предназначен для телевизионного вещания DTH в Канаде, обеспечения государственной спецсвязи в Северной и Южной Америке и Тихоокеанском регионе, а также обеспечит широкополосный интернет, телефонию и передачу видеоинформации в Южной Америке. Точка стояния 107,3° з. д. По контракту с ILS. | Вывоз Пуск                                                                 |
| 72                                                                         | 14 мая 2013                                                                | «Бриз-М»                                                                   | Eutelsat 3D                                                                | Спутник связи                                                              | Spacebus-4000C3                                                            | Eutelsat                                                                   | Успешно. Спутник несёт 37 транспондеров Ku- и Ka-диапазонов и будет работать из позиции 3° в. д. «ДаблЮ 3 Ди» предназначен для усиления этой орбитальной позиции и будет обслуживать в ней Европу и Африку вплоть до запуска в спутника Eutelsat 3B. | Вывоз Пуск                                                                 |
| 73                                                                         | 3 июня 2013                                                                | «Бриз-М»                                                                   | SES 6                                                                      | Спутник связи                                                              | Eurostar-3000                                                              | SES World Skies                                                            | Успешно. SES-6 будет обеспечивать ретрансляцию телевизионных каналов из орбитальной позиции 319,5° в. д. на аудиторию, состоящую из более чем 18 миллионов подписчиков в Южной и Северной Америке и странах Карибского бассейна. Кроме того, SES 6 будет нести ПН для обеспечения мобильной морской и авиационной связи. | Вывоз Пуск                                                                 |
| 74                                                                         | 2 июля 2013                                                                | ДМ-03                                                                      | «Космос-2488» («Ураган-М» № 39)                                            | Навигационные спутники                                                     |                                                                            | НИС ГЛОНАСС                                                                | Неудача. Аварийный пуск РН «Протон-М» с тремя навигационными спутниками «Глонасс-М». Авария РКН произошла на ~32,682 с полёта вследствие потери стабилизации по каналу рыскания из-за нештатного функционирования датчиков угловых скоростей (ДУС) СУ РН «Протон-М». Причиной аварии стала неправильная установка ДУС по каналу рыскания при сборке ракеты в ноябре 2011 года. Датчики были перевёрнуты на 180 градусов, что привело к получению системой управления ракеты некорректных данных о её ориентации. | Вывоз Пуск Анализ                                                          |
| 74                                                                         | 2 июля 2013                                                                | ДМ-03                                                                      | «Космос-2489» («Ураган-М» № 40)                                            | Навигационные спутники                                                     |                                                                            | НИС ГЛОНАСС                                                                | Неудача. Аварийный пуск РН «Протон-М» с тремя навигационными спутниками «Глонасс-М». Авария РКН произошла на ~32,682 с полёта вследствие потери стабилизации по каналу рыскания из-за нештатного функционирования датчиков угловых скоростей (ДУС) СУ РН «Протон-М». Причиной аварии стала неправильная установка ДУС по каналу рыскания при сборке ракеты в ноябре 2011 года. Датчики были перевёрнуты на 180 градусов, что привело к получению системой управления ракеты некорректных данных о её ориентации. | Вывоз Пуск Анализ                                                          |
| 74                                                                         | 2 июля 2013                                                                | ДМ-03                                                                      | «Космос-2490» («Ураган-М» № 41)                                            | Навигационные спутники                                                     |                                                                            | НИС ГЛОНАСС                                                                | Неудача. Аварийный пуск РН «Протон-М» с тремя навигационными спутниками «Глонасс-М». Авария РКН произошла на ~32,682 с полёта вследствие потери стабилизации по каналу рыскания из-за нештатного функционирования датчиков угловых скоростей (ДУС) СУ РН «Протон-М». Причиной аварии стала неправильная установка ДУС по каналу рыскания при сборке ракеты в ноябре 2011 года. Датчики были перевёрнуты на 180 градусов, что привело к получению системой управления ракеты некорректных данных о её ориентации. | Вывоз Пуск Анализ                                                          |
| 75                                                                         | 30 сентября 2013                                                           | «Бриз-М»                                                                   | Astra 2E                                                                   | Спутник связи                                                              | Eurostar-3000                                                              | SES                                                                        | Успешно. «Астра-2Е» предназначен для обеспечения работы систем VSAT и широкополосной связи в Европе, на Ближнем Востоке и в Африке из орбитальной позиции 28,2° в. д. Спутник несёт полезную нагрузку Ku- и Ka-диапазонов и его САС составляет 15 лет. | Вывоз Пуск                                                                 |
| 76                                                                         | 25 октября 2013                                                            | «Бриз-М»                                                                   | Sirius FM-6                                                                | КА спутникового радио                                                      | SS/L 1300                                                                  | SIRIUS XM Radio                                                            | Успешно. КА предназначен для работы на ГСО и будет излучать сигнал спутникового радио, вдвое более мощный, чем предыдущие спутники серии на территории Северной Америки. | Вывоз Пуск                                                                 |
| 77                                                                         | 13 ноября 2013                                                             | «Бриз-М»                                                                   | «Радуга-1М» № 3 («Глобус-1М» № 13Л)                                        | Военный спутник                                                            | КАУР-4                                                                     | ВС России                                                                  | Успешно. Военный спутник связи третьего поколения, входящий в Единую космическую систему спутниковой связи 2-го этапа (ЕССС-2). КА «Радуга-1М» обеспечивают ретрансляцию сигналов связи в четырёх частотных диапазонах: L-, C-, X- и Ka- в военных целях. | Вывоз Пуск                                                                 |
| 78                                                                         | 8 декабря 2013                                                             | «Бриз-М»                                                                   | Inmarsat-5 F1                                                              | Спутник связи                                                              | Boeing 702HP                                                               | Inmarsat                                                                   | Успешно. Первый из трёх спутников «Инмарсат-5Ф1» обеспечит передачу голосовой и цифровой связи через всемирную сеть «Инмарсат». Каждый из спутников будет располагать 89 лучами Ka-диапазона для обеспечения глобального покрытия с геостационарной орбиты. | Вывоз Пуск                                                                 |
| 79                                                                         | 26 декабря 2013                                                            | «Бриз-М»                                                                   | «Экспресс-АМ5»                                                             | Спутник связи                                                              | «Экспресс-2000»                                                            | ФГУП «Космическая связь»                                                   | Успешно. Спутник предназначается для предоставления пакета мультисервисных услуг (цифровое теле- и радиовещание, телефония, видеоконференцсвязь, передача данных, доступ к сети Интернет), для создания сетей VSAT, а также для подвижной правительственной и президентской связи. | МИК Вывоз Пуск                                                             |
| 2014 год                                                                   |                                                                            |                                                                            |                                                                            |                                                                            |                                                                            |                                                                            | |                                                                            |
| 80                                                                         | 15 февраля 2014                                                            | «Бриз-М»                                                                   | Turksat 4A                                                                 | Спутник связи                                                              | DS-2000                                                                    | Turksat AS                                                                 | Успешно. Первый из двух спутников «ТуркСат-4» будет расположен в точке стояния 42° в. д. и обеспечит телекоммуникационные услуги и непосредственное телевещание на всей территории Турции, а также в Европе, Центральной Азии, на Ближнем Востоке и в Африке. | Вывоз Пуск                                                                 |
| 81                                                                         | 16 марта 2014                                                              | «Бриз-М»                                                                   | «Экспресс-АТ1»                                                             | Спутники связи                                                             | «Экспресс-1000Н»                                                           | ФГУП «Космическая связь»                                                   | Успешно. Оба аппарата выводятся вместе в кластерном пуске. КА «Экспресс-АТ1» мощностью 5,6 кВт придёт на смену спутнику Бонум-1 и будет работать из позиции 56° в. д. для обеспечения непосредственного спутникового ТВ. На борту КА будет установлено 32 активных транспондера Ku-диапазона, обеспечивающих покрытие западной и восточной частей России. КА «Экспресс-АТ2» из позиции 36° в. д. обеспечит телевещание на территории западной части России с помощью 16 транспондеров Ku-диапазона. Мощность спутника — 3 кВт. | Вывоз Пуск                                                                 |
| 81                                                                         | 16 марта 2014                                                              | «Бриз-М»                                                                   | «Экспресс-АТ2»                                                             | Спутники связи                                                             | «Экспресс-1000Н»                                                           | ФГУП «Космическая связь»                                                   | Успешно. Оба аппарата выводятся вместе в кластерном пуске. КА «Экспресс-АТ1» мощностью 5,6 кВт придёт на смену спутнику Бонум-1 и будет работать из позиции 56° в. д. для обеспечения непосредственного спутникового ТВ. На борту КА будет установлено 32 активных транспондера Ku-диапазона, обеспечивающих покрытие западной и восточной частей России. КА «Экспресс-АТ2» из позиции 36° в. д. обеспечит телевещание на территории западной части России с помощью 16 транспондеров Ku-диапазона. Мощность спутника — 3 кВт. | Вывоз Пуск                                                                 |
| 82                                                                         | 28 апреля 2014                                                             | «Бриз-М»                                                                   | «Луч-5В»                                                                   | Спутники связи                                                             |                                                                            | ФГУП «Космическая связь»                                                   | Успешно. КА «Луч-5В» — третий спутник многофункциональной космической системы ретрансляции «Луч». Функциональность КА «КазСат-3» — предоставление услуг связи, телевещания и высокоскоростного доступа в Интернет на территории Казахстана. | МИК Вывоз Пуск                                                             |
| 82                                                                         | 28 апреля 2014                                                             | «Бриз-М»                                                                   | KazSat 3                                                                   | Спутники связи                                                             |                                                                            | ФГУП «Космическая связь»                                                   | Успешно. КА «Луч-5В» — третий спутник многофункциональной космической системы ретрансляции «Луч». Функциональность КА «КазСат-3» — предоставление услуг связи, телевещания и высокоскоростного доступа в Интернет на территории Казахстана. | МИК Вывоз Пуск                                                             |
| 83                                                                         | 16 мая 2014                                                                | «Бриз-М»                                                                   | «Экспресс-АМ4Р»                                                            | Спутники связи                                                             | Eurostar-3000                                                              | ФГУП «Космическая связь»                                                   | Неудача. Во время выведения, на этапе работы третьей ступени ракеты-носителя, возникла нештатная ситуация, и космический аппарат не был выведен на орбиту. В настоящее время представители Государственной комиссии анализируют телеметрическую информацию и выясняют причину возникновения нештатной ситуации. | Вывоз Пуск                                                                 |
| 84                                                                         | 28 сентября 2014                                                           | «Бриз-М»                                                                   | «Луч» («Олимп-К» № 1)                                                      | Спутники связи                                                             | Луч                                                                        | Министерство обороны РФ                                                    | Успешно. | Пуск                                                                       |
| 85                                                                         | 21 октября 2014                                                            | «Бриз-М»                                                                   | «Экспресс-АМ6»                                                             | Спутники связи                                                             | «Экспресс-2000»                                                            | ФГУП «Космическая связь»                                                   | Частичный успех Первоначально пуск был оценен как успешный. Однако позднее «Информационные спутниковые системы имени Решетнева» обнародовали информацию о том, что «При запуске, состоявшемся 21 октября 2014 года, космический аппарат был выведен на нерасчетную орбиту, параметры которой имели значительные отклонения по высоте, наклонению и эксцентриситету (параметр орбиты, характеризующий ее форму). Специалисты "ИСС" обеспечили довыведение спутника в заданную точку после запуска за счет ресурсов его электродвигательных установок». «Роскосмос» относит пуск к частично успешным. | Вывоз Пуск Пуск (HD)                                                       |
| 86                                                                         | 15 декабря 2014                                                            | «Бриз-М»                                                                   | «Ямал-401»                                                                 | Спутники связи                                                             | «Экспресс-2000»                                                            | Газком                                                                     | Успешно. Это был 400-й пуск РН семейства «Протон». | Вывоз Пуск (HD)                                                            |
| 87                                                                         | 28 декабря 2014                                                            | «Бриз-М»                                                                   | Astra 2G                                                                   | Спутники связи                                                             | Eurostar-3000                                                              | SES                                                                        | Успешно. «Астра-2Ж» предназначен для обеспечения работы систем VSAT и широкополосной связи в Европе, на Ближнем Востоке и в Африке из орбитальной позиции 28,2° в. д. Спутник несёт полезную нагрузку Ku- и Ka-диапазонов и его САС составляет 15 лет. | Вывоз Пуск                                                                 |
| 2015 год                                                                   |                                                                            |                                                                            |                                                                            |                                                                            |                                                                            |                                                                            | |                                                                            |
| 88                                                                         | 1 февраля 2015                                                             | «Бриз-М»                                                                   | Inmarsat-5 F2                                                              | Спутники связи                                                             |                                                                            | Inmarsat                                                                   | Успешно. | Вывоз Пуск                                                                 |
| 89                                                                         | 19 марта 2015                                                              | «Бриз-М»                                                                   | «Экспресс-АМ7»                                                             | Спутники связи                                                             | «Экспресс-2000»                                                            | ФГУП «Космическая связь»                                                   | Успешно. Пуск состоялся в 01:05 мск со стартовой площадки номер 200 Байконура. В тот же день разгонный блок «Бриз-М» вывел аппарат на целевую орбиту и штатно отделился от него в 10:18 мск. | Вывоз Пуск                                                                 |
| 90                                                                         | 16 мая 2015                                                                | «Бриз-М»                                                                   | MexSat-1                                                                   | Спутники связи                                                             | Boeing 702GEM                                                              | Satmex                                                                     | Неудача. За минуту до расчётного отделения разгонного блока «Бриз-М» от третьей ступени ракеты-носителя комментатор запуска сообщил: «Произошла нештатная ситуация. Репортаж окончен». Разгонный блок «Бриз-М» вместе с третьей ступенью ракеты упал в Забайкальском крае. | Вывоз Пуск                                                                 |
| 91                                                                         | 28 августа 2015                                                            | «Бриз-М» (33553)                                                           | Inmarsat-5 F3                                                              | Спутники связи                                                             |                                                                            | Inmarsat                                                                   | Успешно. Пуск состоялся в 14:44 мск со стартовой площадки номер 200 Байконура. На следующий день разгонный блок «Бриз-М» вывел аппарат на целевую орбиту и штатно отделился от него в 06:15 мск. | Вывоз Пуск Пуск (HD)                                                       |
| 92                                                                         | 14 сентября 2015                                                           | ДМ-03                                                                      | «Экспресс-АМ8»                                                             | Спутники связи                                                             | «Экспресс-1000НТВ»                                                         | ФГУП «Космическая связь»                                                   | Успешно. РН стартовала в 22:00 мск с площадки № 81 Байконура; отделение КА «Экспресс-АМ8» от РБ ДМ-03 запланировано на 04:37 мск. | Вывоз Пуск                                                                 |
| 93                                                                         | 16 октября 2015                                                            | «Бриз-М»                                                                   | Turksat 4B                                                                 | Спутник связи                                                              | DS-2000                                                                    | Turksat AS                                                                 | Успешно. Запуск произведён в 23:40 мск со стартового комплекса № 200 Байконура. 17.09.2015 в 08:52 мск РБ «Бриз-М» вывел КА на целевую орбиту и произошло штатное разделение РБ и КА. | Вывоз Пуск                                                                 |
| 94                                                                         | 13 декабря 2015                                                            | «Бриз-М»                                                                   | «Космос-2513»                                                              | Военный спутник                                                            |                                                                            | ВС России                                                                  | Успешно. Ракета была запущена в 3:19 мск. Старт и выведение космического аппарата на расчётную орбиту прошли в штатном режиме. В расчётное время космический аппарат военного назначения был принят на управление наземными средствами Главного испытательного космического центра имени Титова Космических войск Воздушно-космических сил, которые будут осуществлять управление им в процессе эксплуатации. | Вывоз Пуск                                                                 |
| 95                                                                         | 25 декабря 2015                                                            | «Бриз-М»                                                                   | «Экспресс-АМУ1»                                                            | Спутник связи                                                              |                                                                            | ФГУП «Космическая связь»                                                   | Успешно. Ракета стартовала с космодрома Байконур в 00:31 мск 25 декабря. Это был завершающий и 18-й с начала года пуск ракеты-носителя с космодрома Байконур. Разгонный блок «Бриз-М» успешно вывел космический аппарат связи «Экспресс-АМУ1» на целевую орбиту. | Вывоз Пуск                                                                 |
| 2016 год                                                                   |                                                                            |                                                                            |                                                                            |                                                                            |                                                                            |                                                                            | |                                                                            |
| 96                                                                         | 30 января 2016                                                             | «Бриз-М»                                                                   | Eutelsat 9B                                                                | Спутник связи                                                              | Eurostar-3000                                                              | Eutelsat                                                                   | Успешно. Телекоммуникационный космический аппарат «ЮтелСат-9Б» в связке с разгонным блоком «Бриз-М» отделился от третьей ступени ракеты-носителя «Протон-М», стартовавшей за 10 минут до этого с космодрома Байконур (Казахстан). | ВывозПуск                                                                  |
| 97                                                                         | 14 марта 2016                                                              | «Бриз-М»                                                                   | ExoMars 2016                                                               | Исследования Марса                                                         |                                                                            |                                                                            | Успешно. Ракета-носитель «Протон-М» с аппаратами российско-европейской миссии «ЭкзоМарс-2016» стартовала в 12:31 мск с космодрома Байконур. | Пуск                                                                       |
| 98                                                                         | 9 июня 2016                                                                | «Бриз-М»                                                                   | Intelsat 31                                                                | Связь и телевещание                                                        |                                                                            | Intelsat                                                                   | Успешно. Ракета-носитель «Протон-М» с телекоммуникационным космическим аппаратом «Интелсат ДиЭлЭй-2» (6450 кг) стартовала в 10:10 мск со стартовой площадки 81 с космодрома Байконур. КА предназначен для предоставления услуг прямого телевизионного вещания (DTH), а также услуг связи пользователям на территории Латинской Америки и Карибского бассейна. | Вывоз Пуск                                                                 |
| 2017 год                                                                   |                                                                            |                                                                            |                                                                            |                                                                            |                                                                            |                                                                            | |                                                                            |
| 99                                                                         | 8 июня 2017                                                                | «Бриз-М»                                                                   | EchoStar 21                                                                | Спутник связи                                                              | SS/L 1300                                                                  | EchoStar                                                                   | Успешно. Спутник рекордной массы 6871 кг. 8 июня 2017 года в 06:45 мск с космодрома Байконур успешно стартовала ракета-носитель «Протон-М» с разгонным блоком «Бриз-М» и американским космическим аппаратом «ЭкоСтар-21». В 15:58 мск Разгонный блок «Бриз-М» вывел коммерческий спутник связи на заданную орбиту.. | Пуск                                                                       |
| 100                                                                        | 17 августа 2017                                                            | «Бриз-М»                                                                   | «Космос-2520» («Благовест» № 11Л)                                          | Военный спутник связи                                                      | «Экспресс-2000»                                                            | ВС России                                                                  | Успешно. Ракета была запущена в 01:07 мск. Старт и выведение космического аппарата на расчётную орбиту прошли в штатном режиме. В расчётное время космический аппарат военного назначения был принят на управление наземными средствами Главного испытательного космического центра имени Титова Космических войск Воздушно-космических сил, которые будут осуществлять управление им в процессе эксплуатации. | Пуск                                                                       |
| 101                                                                        | 12 сентября 2017                                                           | «Бриз-М»                                                                   | Amazonas 5                                                                 | Спутник связи                                                              |                                                                            | Hispasat                                                                   | Успешно. Пуск ракеты космического назначения «Протон-М» с разгонным блоком «Бриз-М» состоялся в 22:23 мск с пусковой установки 39 площадки 200 космодрома Байконур. Испанский телекоммуникационный спутник «Амазонас-5», отделился от разгонного блока «Бриз-М» и вышел на целевую орбиту. | Пуск                                                                       |
| 102                                                                        | 28 сентября 2017                                                           | «Бриз-М»                                                                   | AsiaSat-9                                                                  | Спутник связи                                                              |                                                                            | AsiaSat                                                                    | Успешно. «Протон-М» со спутником «АзиаСат-9» стартовал в 21:52 мск с пусковой установки 39 площадки 200 космодрома Байконур. Космический аппарат отделился от разгонного блока и вышел на геопереходную орбиту в 7:05 мск. | Пуск                                                                       |
| 2018 год                                                                   |                                                                            |                                                                            |                                                                            |                                                                            |                                                                            |                                                                            | |                                                                            |
| 103                                                                        | 19 апреля 2018                                                             | «Бриз-М»                                                                   | «Космос-2526» («Благовест» № 12Л)                                          | Военный спутник связи                                                      | «Экспресс-2000»                                                            | ВС России                                                                  | Успешно. Ракета была запущена в 01:12 мск. Старт и выведение космического аппарата на расчётную орбиту прошли в штатном режиме. Второй из четырёх спутников связи предназначенных для обеспечения высокоскоростного доступа в интернет, передачи данных, телефонной и видеоконференцсвязи с использованием перспективных Ка- и Ku-диапазонов частот для гражданского и специального применения на территории РФ. |                                                                            |
| 104                                                                        | 21 декабря 2018                                                            | «Бриз-М»                                                                   | «Космос-2533» («Благовест» № 13Л)                                          | Военный спутник связи                                                      | «Экспресс-2000»                                                            | ВС России                                                                  | Успешно. | Пуск                                                                       |
| 2019 год                                                                   |                                                                            |                                                                            |                                                                            |                                                                            |                                                                            |                                                                            | |                                                                            |
| 105                                                                        | 30 мая 2019                                                                | «Бриз-М»                                                                   | «Ямал-601»                                                                 | Спутник связи                                                              | Spacebus-4000C4                                                            | «Газпром космические системы»                                              | Успешно. | Пуск                                                                       |
| 106                                                                        | 13 июля 2019                                                               | ДМ-03                                                                      | «Спектр-РГ»                                                                | Астрофизическая обсерватория                                               | «Навигатор»                                                                | ИКИ РАН                                                                    | Успешно. | Пуск                                                                       |
| 107                                                                        | 6 августа 2019                                                             | «Бриз-М»                                                                   | «Космос-2539» («Благовест» № 14Л)                                          | Военный спутник связи                                                      | «Экспресс-2000»                                                            | ВС России                                                                  | Успешно. | Пуск                                                                       |
| 108                                                                        | 9 октября 2019                                                             | «Бриз-М» (99573)                                                           | Eutelsat 5 West B                                                          | Спутник связи                                                              | GEOStar-2                                                                  | Eutelsat                                                                   | Успешно 09.10.2019 в 13:17:56 мск состоялся пуск ракеты-носителя со спутником связи Eutelsat-5WB (2864 кг), который заменит работающий на орбите спутник Eutelsat 5 West A, а также аппаратом MEV-1 (2326 кг), предназначенным для демонстрации технического обслуживания спутника Intelsat 901. Общая продолжительность выведения спутников на целевые орбиты — от старта до отделения — составила рекордные 15 часов 54 минуты. | Пуск                                                                       |
| 108                                                                        | 9 октября 2019                                                             | «Бриз-М» (99573)                                                           | MEV-1                                                                      | Аппарат для продления срока эксплуатации спутников                         | GEOStar-3                                                                  | Northrop Grumman                                                           | Успешно 09.10.2019 в 13:17:56 мск состоялся пуск ракеты-носителя со спутником связи Eutelsat-5WB (2864 кг), который заменит работающий на орбите спутник Eutelsat 5 West A, а также аппаратом MEV-1 (2326 кг), предназначенным для демонстрации технического обслуживания спутника Intelsat 901. Общая продолжительность выведения спутников на целевые орбиты — от старта до отделения — составила рекордные 15 часов 54 минуты. | Пуск                                                                       |
| 109                                                                        | 24 декабря 2019                                                            | ДМ-03                                                                      | «Электро-Л» № 3                                                            | Метеоспутник                                                               | «Навигатор»                                                                | «Российские космические системы»                                           | Успешно. | Вывоз Пуск Трансляция                                                      |
| 2020 год                                                                   |                                                                            |                                                                            |                                                                            |                                                                            |                                                                            |                                                                            | |                                                                            |
| 110                                                                        | 31 июля 2020                                                               | Бриз-М                                                                     | «Экспресс-80»                                                              | Спутник связи                                                              | «Экспресс-1000Н»                                                           | «Космическая связь»                                                        | Успешно. Пуск состоялся 31 июля 2020 года в 00:25:19 мск. Спустя 587 секунд после старта ракеты-носителя головной блок в штатном режиме отделился от третьей ступени носителя. В 18:24 мск состоялось отделение аппарата «Экспресс-80» от разгонного блока «Бриз-М» на целевой орбите, в 18:41 мск — «Экспресс-103». | Вывоз Установка Трансляция Пуск                                            |
| 110                                                                        | 31 июля 2020                                                               | Бриз-М                                                                     | «Экспресс-103»                                                             | Спутник связи                                                              | «Экспресс-1000Н»                                                           | «Космическая связь»                                                        | Успешно. Пуск состоялся 31 июля 2020 года в 00:25:19 мск. Спустя 587 секунд после старта ракеты-носителя головной блок в штатном режиме отделился от третьей ступени носителя. В 18:24 мск состоялось отделение аппарата «Экспресс-80» от разгонного блока «Бриз-М» на целевой орбите, в 18:41 мск — «Экспресс-103». | Вывоз Установка Трансляция Пуск                                            |
| 2021 год                                                                   |                                                                            |                                                                            |                                                                            |                                                                            |                                                                            |                                                                            | |                                                                            |
| 111                                                                        | 21 июля 2021                                                               | -                                                                          | «Наука»                                                                    | Модуль МКС                                                                 | -                                                                          | «Роскосмос»                                                                | Успешно. | Вывоз Трансляция Пуск                                                      |
| 112                                                                        | 13 декабря 2021                                                            | Бриз-М                                                                     | «Экспресс-АМУ3»                                                            | Спутник связи                                                              | «Экспресс-1000Н»                                                           | «Космическая связь»                                                        | Частичный успех Первоначально пуск был оценен как успешный. «Роскосмос» относит пуск к частично успешным. Первоначально время довыведения космических аппаратов оценивалось в 56-59 суток. Фактически довыведение заняло более 90 суток. | Вывоз Трансляция Пуск                                                      |
| 112                                                                        | 13 декабря 2021                                                            | Бриз-М                                                                     | «Экспресс-АМУ7»                                                            | Спутник связи                                                              | «Экспресс-1000Н»                                                           | «Космическая связь»                                                        | Частичный успех Первоначально пуск был оценен как успешный. «Роскосмос» относит пуск к частично успешным. Первоначально время довыведения космических аппаратов оценивалось в 56-59 суток. Фактически довыведение заняло более 90 суток. | Вывоз Трансляция Пуск                                                      |
| 2022 год                                                                   |                                                                            |                                                                            |                                                                            |                                                                            |                                                                            |                                                                            | |                                                                            |
| 113                                                                        | 12 октября 2022                                                            | ДМ-03                                                                      | «Ангосат-2»                                                                | Спутник связи                                                              | «Экспресс-1000Н»                                                           | «Роскосмос»                                                                | Успешно. | Подготовка Трансляция Пуск                                                 |
| 2023 год                                                                   |                                                                            |                                                                            |                                                                            |                                                                            |                                                                            |                                                                            | |                                                                            |
| 114                                                                        | 5 февраля 2023                                                             | ДМ-03                                                                      | «Электро-Л» №4                                                             | Метеоспутник                                                               | «Навигатор»                                                                | «Российские космические системы»                                           | Успешно. | Трансляция                                                                 |
| 115                                                                        | 13 марта 2023                                                              | Бриз-М                                                                     | «Луч-5Х»                                                                   | Спутник МКСР                                                               | «Экспресс»                                                                 | «Роскосмос»                                                                | Успешно.. Предназначен для отработки перспективных технологий ретрансляции и связи. |                                                                            |

| 1. 2. |

### Планируемые пуски
| Список планируемых пусков РН «Протон-М» | Список планируемых пусков РН «Протон-М» | Список планируемых пусков РН «Протон-М» | Список планируемых пусков РН «Протон-М» | Список планируемых пусков РН «Протон-М» | Список планируемых пусков РН «Протон-М» | Список планируемых пусков РН «Протон-М» |
| Дата (UTC)                              | РБ                                      | Полезная нагрузка                       | Предназначение                          | Платформа                               | Оператор                                | Примечания |
| --------------------------------------- | --------------------------------------- | --------------------------------------- | --------------------------------------- | --------------------------------------- | --------------------------------------- | --- |
| 22 октября 2025                         | ДМ-03                                   | «Электро-Л» №5                          | Метеоспутник                            | «Навигатор»                             | «Российские космические системы»        | |
| ПО (2022-2026)                          | Бриз-М                                  | «Экспресс-АМУ4»                         | Спутник связи                           | «Экспресс-1000»                         | «Космическая связь»                     | |
| ПО (2014-2025)                          | −                                       | Научно-энергетический модуль (НЭМ-1)    | Модуль РОСС (ранее модуль МКС )         |                                         | Роскосмос                               | В новом научно-энергетическом модуле для МКС НЭМ-1 будет использована современная научная аппаратура, системы жизнеобеспечения, управления и энергетика. Модуль будет современным, жизненное пространство для космонавтов будет составлять около 200 кубических метров. |
| ПО (2017-2026)                          | Бриз-М                                  | «Ямал-501»                              | Спутник связи                           |                                         | «Газпром космические системы»           | КА «Ямал-501» призван расширить существующую группировку телекоммуникационных спутников «Ямал». Он будет запущен в точку стояния 81,75° в. д. |
| 2024-2025                               | ДМ-03                                   | Луч-5ВМ                                 | Спутник связи                           | «Экспресс-1000»                         | «Спутниковая система „Гонец“»           | Есть контракт. |
| 2025                                    | ДМ-03                                   | Луч-5ВМ                                 | Спутник связи                           | «Экспресс-1000»                         | «Спутниковая система „Гонец“»           | |

| Количество пусков в год | Количество пусков в год | Количество пусков в год | Количество пусков в год | Количество пусков в год |
| ----------------------- | ----------------------- | ----------------------- | ----------------------- | ----------------------- |
| 2001                    |                         |                         | 1                       |                         |
| 2002                    |                         |                         | 1                       |                         |
| 2003                    |                         |                         | 0                       |                         |
| 2004                    |                         |                         | 4                       |                         |
| 2005                    |                         |                         | 4                       |                         |
| 2006                    |                         |                         | 4                       |                         |
| 2007                    |                         |                         | 6                       |                         |
| 2008                    |                         |                         | 9                       |                         |
| 2009                    |                         |                         | 9                       |                         |
| 2010                    |                         |                         | 12                      |                         |
| 2011                    |                         |                         | 9                       |                         |
| 2012                    |                         |                         | 10                      |                         |
| 2013                    |                         |                         | 10                      |                         |
| 2014                    |                         |                         | 8                       |                         |
| 2015                    |                         |                         | 8                       |                         |
| 2016                    |                         |                         | 3                       |                         |
| 2017                    |                         |                         | 4                       |                         |
| 2018                    |                         |                         | 2                       |                         |
| 2019                    |                         |                         | 5                       |                         |
| 2020                    |                         |                         | 1                       |                         |
| 2021                    |                         |                         | 2                       |                         |
| 2022                    |                         |                         | 1                       |                         |
| 2023                    |                         |                         | 2                       |                         |